# William Crapo Durant

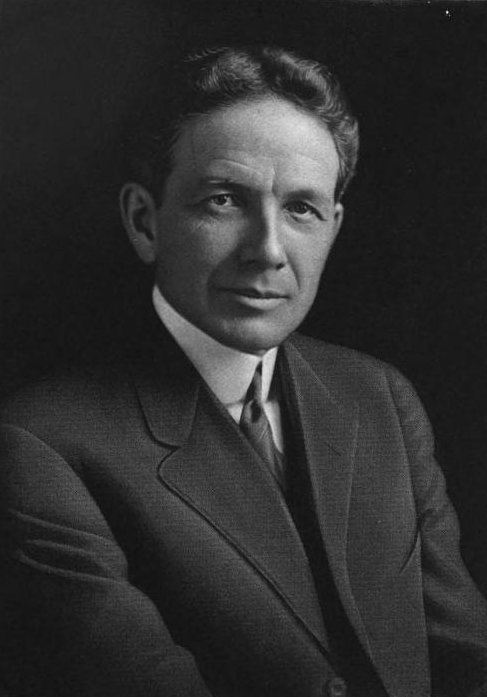
William Crapo Durant

William Crapo Durant (ur. 8 grudnia 1861 w Bostonie, zm. 18 marca 1947 w Nowym Jorku) – amerykański przedsiębiorca, pionier przemysłu motoryzacyjnego i założyciel koncernu General Motors.